# Carlos Tenorio
Carlos Tenorio, född 14 maj 1979, är en fotbollsspelare från Ecuador. År 2014 spelade  Tenorio för El Nacional och var känd för sitt vassa huvudspel.